# Paul Pierce
Paul Anthony Pierce (Oakland, Kalifornija, 13. listopada 1977.) umirovljeni je američki profesionalni košarkaš. Igrao je na poziciji niskog krila ili bek šutera. Izabran je u 1. krugu (10. ukupno) NBA drafta 1998. od strane Boston Celticsa. U sezoni 2007./08. s Rayom Allenom i Kevinom Garnettom odveo je momčad do NBA naslova preko Los Angeles Lakersa u šest utakmica. Pierce je osmerostruki NBA All-Star, jednorostruki osvajač NBA prstena, četiri puta izabran je u All-NBA momčad te je jednom proglašen najkorisnijim igračem NBA finala.

## Srednja škola
Pierce je odrastao u Inglewoodu, malom predgrađu grada Los Angelesa. Pohađao je srednju školu Inglewood High School. 1995. godine sudjelovao je na McDonald's All-American utakmici gdje je igrao zajedno s brojnim NBA zvijezdama poput Kevina Garnetta, Stephona Marburya, Vincea Cartera i Antawna Jamisona. Također je sudjelovao i na natijecanju u zakucavanju kojeg je ipak osvojio Vince Carter. 

## Sveučilište
Nakon srednje škole, Pierce se odlučio na pohađanje sveučilišta Kansas. U prve tri sezone na sveučilište, Pierce je bio na prosjeku od 16.4 poena i 6.3 skokova po utakmici. 1997. i 1998. godine ponio je naslov najkorisnijeg igrača Big 12 Conference natjecanja, te se nakon završetka četvrte godine sveučilišta odlučio prijaviti na NBA draft. 

## Karijera u Boston Celticsima
Od samih početaka, Pierce se nametnuo kao sjajan strijelac, skakač i dodavač te je postao jedan od najboljih igrača Istočne konferencije. U sezoni 2001./02. Pierce je uz pomoć Antoinea Walkera, odveo Celticse do finala Istočne konferencije gdje su izgubili od New Jersey Netsa. U trećoj utakmici serije, Pierce je od svojih 29 poena, 19 postigao u zadnjoj četvrtini čime je odveo svoju momčad do pobjede unatoč zaostatku od čak 21 poena. 
U svibnju 2003. godine Danny Ainge je zauzeo mjesto glavnog upravitelja Celticsa te su se počele širiti glasine o Piercovoj zamjeni u neku drugu momčad. Međutim glasine su prekinute 2006. godine, kada je Pierce potpisao trogodišnje produženje s Celticsima u vrijednosti od 59 milijuna dolara.
Pierce je u važnim utakmicama često igrao vrhunski te se nadmetao sa zvijezdama poput LeBrona Jamesa, Kobea Bryanta i Tracya McGradya. Na primjer, 15. veljače 2006. u porazu protiv Cleveland Cavaliersa, Pierce je postigao učinak karijere od 50 poena.
U sezoni 2005./06. Pierce je prosječno postizao 26.8 poena, 6.7 skokova i 4.7 asistencija. 8. ožujka 2006. Pierce je srušio svoj rekord po broju uzastopnih utakmica s 30+ poena zastavši na njih 8. Samo dan ranije, Pierce je pogodio koš sa zvukom sirene kojim je donio pobijedu svojoj momčadi te je također 8. ožujka, protiv Philadelphia 76ersa, postigao nekoliko važnih koševa, uključujući koš za zvukom sirene. Tijekom razdoblja od 4. veljače do 12. ožujka 2006. Pierce je u 13 od 14 utakmica ostvario učinak od 30 i više poena po utakmici. U karijeri ima šest triple-double učinaka, a zadnji je ostvario također 8. ožujka 2006. godine.
U sezoni 2006./07. Pierce se dugo mučio s ozljedama te je odigrao samo 47 utakmica od toga startajući u njih 46. Unatoč ozljedi, Pierce je postizao 25 poena, 5.9 skokova i 4.1 asistencija.

### Sezona 2007./08. - osvajanje NBA naslova
Prije početka sezone, Celticsi su sastavili sjajnu momčad oko Paula Pierca, pridodavši mu NBA zvijezde poput Kevina Garnetta i Raya Allena. To je bila Piercova sjajna prilika da osvoji toliko željeni NBA naslov jer je sad po prvi puta imao momčad koja je bila prvi kandidat za naslov. Odigrao je 80 utakmica te je prosječno postizao 19.6 poena, 5.1 skokova i 4.5 asistencija. Pierce je te sezone, postao prvi Kelt nakon Larryja Birda koji je u jednoj sezoni postigao više od 2000 poena. 28. travnja 2008. Pierce je kažnjen s 25 tisuća dolara zbog nagurivanja s Alom Horfordom tijekom treće utakmice prvog kruga s Atlanta Hawksima. 
18. svibnja 2008. tijekom odlučujuće sedme utakmice drugog kruga doigravanja protiv Cleveland Cavaliersa, Pierce je postigao čak 41 poen kako bi odveo svoju momčad do finala Istočne konferencije. U finalu Istoka svladali su Detroit Pistonse u šest utakmice te su se u NBA finalu susreli sa starim rivalima Los Angeles Lakersima. Tijekom prve utakmice finala, Pierce je ozlijedio nogu te je na nosilima iznesen s terena. Međutim, Pierce se vratio u utakmicu te je odveo momčad od pobjede rezultatom 98:88. U šestoj utakmici finala Celticsi su pobjedom 131:92 osigurali 17. NBA naslov u povijesti franšize, a Pierce je proglašen najkorisnijim igračem NBA finala.
Pierce i Celticsi su pokšali ponoviti uspjeh od prošle sezone. Pierce je propustio samo jednu utakmicu cijele sezone i predvodio momčad u broju koševa. Unatoč Pierceovoj sjajnoj sezoni, Kevin Garnett se ozlijedio zbog čega su izgubili u drugom krugu doigravanja. Ova je godina značajna za Piercea po tome što je prvi put u svojoj karijeri bio uvršten u All-NBA drugu petorku.
Celticsi su ponovno bili u doigravanju. Predvođeni Pierceom opet su uspjeli doći do finala gdje ih je čekao isti protivnik od prije dvije sezone, LA Lakersi. Iako su vodili 3-2 u seriji, zbog ozljede Kedricka Perkinsa izgubili su preostale dvije utakmice. 
29. lipnja 2010. Pierce nije želio produžiti postojeći ugovor i postao je slobodan igrač, ali je već 2. srpnja dogovorio novi, četverogodišnji ugovor s Celticsima.
3. studenoga 2010. u utakmici protiv Milwaukee Bucksa Pierce je slobodnim bacanjem zabio svoj 20 000. koš u karijeri te je postao treći igrač u povijesti Celticsa kojemu je to uspjelo. Celticsi su te sezone opet bili u doigravanju, ali su ispali u drugom krugu od Miami Heata.
7. veljače 2012. Pierce je u utakmici protiv Charlotte Bobcatsa zabio 15 poena i prestigao Larryja Birda na ljestvici najboljih strijelaca u povijesti Boston Celticsa. Dva dana poslije izabran je za svoj deveti All-Star nastup. U toj je sezoni odigrao i svoju 1000. utakmicu za Celticse te postao samo jedan od trojice koji su odigrali najmanje toliko utakmica u dresu Celticsa (druga dvojica su John Havlicek i Robert Parrish). 
Celticsi su u ovoj sezoni došli do finala konferencije, gdje su ponovno izgubili od Miami Heata. Pierce je u tom doigravanju bilježio 18,9 poena u prosjeku.
10. veljače 2013. Pierce je protiv Denver Nuggetsa ostvario svoj drugi triple-double učinak sezone i srušio rekord Larryja Birda te postao najstariji igrač u povijesti lige koji je imao najmanje 20 poena, 12 skokova i 12 asistencija u utakmici.
Celticsi su u doigravanju izgubili u prvom krugu od New York Knicksa i Pierce je odigrao svoju posljednju utakmicu u dresu Boston Celticsa.

## Karijera nakon Boston Celticsa

### Brooklyn Nets
28. lipnja 2013. Boston Celticsi i Brooklyn Netsi dogovorili su razmjenu u kojoj su Paul Pierce, Kevin Garnett, Jason Terry i D.J. White otišli u Brooklyn, a u Boston došli Kris Humphries, Gerald Wallace, Kris Joseph, MarShon Brooks i Keith Bogans. Celticsi su u toj razmjeni dobili i buduće pickove Netsa 2014., 2016. i 2018. godine te pravo na zamjenu picka 2017. godine (koju su Celticsi iskoristili). 
Pierce je za Netse odigrao 75 utakmica, od čeka 68 u početnoj petorci, a imao je prosjeke od 13,5 poena, 4,6 skokova i 2,4 asistencije. Zabio je više od 1000 poena u sezoni 15. put zaredom, čime je postao tada jedini aktivni igrač kojemu je to pošlo za rukom 15 sezona za redom (šesti u povijesti lige). 
Na ljestvici najboljih strijelaca svih vremena prestigao je Allena Iversona i Patricka Ewinga (pomaknuo se na 18. mjesto), a s 1935 zabijenih trica došao je na peto mjesto svih vremena u toj kategoriji. U ovoj je sezoni s klupe ulazio sedam puta, što je više nego u posljednjih 15 sezona zajedno. 
11. travnja 2014. Pierce je protiv Atlante postao četvrti aktivni igrač (ostali su Bryant, Nowitzki i Garnett) i 18. u povijesti NBA lige koji je zabio 25 000 poena u karijeri. 

### Washington Wizards
17. srpnja 2014. Pierce je potpisao dvogodišnji ugovor s Washington Wizardsima.  
Pierce je u dresu Wizardsa prestigao prvo Jerryja Westa na 17., a zatim Reggieja Millera na 16. i Alexa Englisha na 15. mjestu liste najboljih strijelaca u povijesti lige. 
14. veljače 2015. Pierce je zamijenio Jasona Kidda na četvrtom mjestu svih vremena u pogođenim tricama, a jedanaest dana kasnije zabio je svoju 2000. tricu karijere. 
Sezonu je završio s prosjekom od 11,9 poena po utakmici, što je bio najniži prosjek poena u njegovoj karijeri.  
27. lipnja 2015. Pierce je odbio opciju u ugovoru da u Wizardsima odigra i drugu sezonu te je postao slobodan igrač. 

### Los Angeles Clippers
10. srpnja 2015. Pierce je potpisao trogodišnji ugovor s Los Angeles Clippersima i vratio se u svoj rodni kraj. 
Po prvi puta u svojoj karijeri Pierce je započeo i završio sezonu kao igrač s klupe. U utakmici protiv Milwaukee Bucksa postao je peti aktivni igrač u povijesti NBA lige koji je zabio 26 000 poena. 
U rujnu 2016. godine objavio je kako će mu naredna sezona biti posljednja u karijeri. Većinu sezone proveo je opet na klupi i gotovo uopće nije igrao, ali 5. veljače 2017. godine, u utakmici protiv matičnog kluba Boston Celticsa zaigrao je u početnoj petorci. Igrao je prvih pet minuta i zatim se nije vraćao u igru sve do posljednjih 19 sekundi, kada je u zadnjem posjedu na utakmici zabio tricu, što su mu bili jedini poeni na utakmici, ali i posljednji u Bostonu. 
Clippersi su ušli u doigravanje, ali porazom u prvom krugu protiv protiv Utah Jazza Pierce je 30. travnja 2017. odigrao svoju posljednju NBA utakmicu u karijeri. 

## Reprezentacija
Bio je član američke reprezentacije na Svjetskom prvenstvu u Indianapolisu 2002. godine. Iako je startao u svih devet utakmica i prosječno postizao 19.8 poena, momčad je natjecanje završila na razočaravajućem 6. mjestu. Također, bio je izabran za sudjelovanje na Svjetskom prvenstvu u Japanu 2006., ali je otkazao nastup zbog ozljede.

## Incident u noćnom klubu
25. rujna 2000., Pierce je izboden 11 puta u lice, vrat i leđa u nekom noćnom klubu te hitno je prevezen u bolnicu. Zanimljivo, Pierce je sljedeće sezone bio jedini iz momčadi koji je odigrao sve utakmice. 

## NBA statistika

### Regularni dio
| Godina    | Klub   | Odig. uta. | Uta. poč. | Min. | 2P%  | 3P%  | Sl. bac.% | Skok. | Asist. | Ukr. lop. | Blok. | Poena |
| --------- | ------ | ---------- | --------- | ---- | ---- | ---- | --------- | ----- | ------ | --------- | ----- | ----- |
| 1998./99. | Boston | 48         | 47        | 34.0 | .439 | .412 | .713      | 6.4   | 2.4    | 1.7       | 1.0   | 16.5  |
| 1999./00. | Boston | 73         | 72        | 35.4 | .442 | .343 | .798      | 5.4   | 3.0    | 2.1       | .9    | 19.5  |
| 2000./01. | Boston | 82         | 82        | 38.0 | .454 | .383 | .745      | 6.4   | 3.1    | 1.7       | .8    | 25.3  |
| 2001./02. | Boston | 82         | 82        | 40.3 | .442 | .404 | .809      | 6.9   | 3.2    | 1.9       | 1.0   | 26.1  |
| 2002./03. | Boston | 79         | 79        | 39.2 | .416 | .302 | .802      | 7.3   | 4.4    | 1.8       | .8    | 25.9  |
| 2003./04. | Boston | 80         | 80        | 38.7 | .402 | .299 | .819      | 6.5   | 5.1    | 1.6       | .6    | 23.0  |
| 2004./05. | Boston | 82         | 82        | 36.1 | .455 | .370 | .822      | 6.6   | 4.2    | 1.6       | .5    | 21.6  |
| 2005./06. | Boston | 79         | 79        | 39.0 | .471 | .354 | .772      | 6.7   | 4.7    | 1.4       | .4    | 26.8  |
| 2006./07. | Boston | 47         | 46        | 37.0 | .439 | .389 | .796      | 5.9   | 4.1    | 1.0       | .3    | 25.0  |
| 2007./08. | Boston | 80         | 80        | 35.9 | .464 | .392 | .843      | 5.1   | 4.5    | 1.3       | .4    | 19.6  |
| 2008./09. | Boston | 81         | 81        | 37.5 | .457 | .391 | .830      | 5.6   | 3.6    | 1.0       | .3    | 20.5  |
| 2009./10. | Boston | 71         | 71        | 34.0 | .472 | .414 | .852      | 4.4   | 3.1    | 1.2       | .4    | 19.4  |
| 2010./11. | Boston | 80         | 80        | 34.7 | .497 | .374 | .860      | 5.4   | 3.3    | 1.0       | .6    | 18.9  |
| 2011./12. | Boston | 61         | 61        | 34.0 | .443 | .366 | .852      | 5.2   | 4.5    | 1.2       | .4    | 19.4  |
| 2012./13. | Boston | 76         | 76        | 33.7 | .434 | .379 | .789      | 6.4   | 4.9    | 1.1       | .4    | 18.7  |
| Ukupno    |        | 1101       | 1098      | 36.6 | .447 | .370 | .806      | 6.0   | 3.9    | 1.4       | .6    | 21.8  |
| All-Star  |        | 10         | 0         | 13.6 | .456 | .188 | .727      | 2.6   | 1.8    | 1.2       | .1    | 9.6   |

### Doigravanje
| Godina    | Klub   | Odig. uta. | Uta. poč. | Min. | 2P%  | 3P%  | Sl. bac.% | Skok. | Asist. | Ukr. lop. | Blok. | Poena |
| --------- | ------ | ---------- | --------- | ---- | ---- | ---- | --------- | ----- | ------ | --------- | ----- | ----- |
| 2001./02. | Boston | 16         | 16        | 42.0 | .403 | .288 | .764      | 8.6   | 4.1    | 1.7       | 1.2   | 24.6  |
| 2002./03. | Boston | 10         | 10        | 44.5 | .399 | .356 | .863      | 9.0   | 6.7    | 2.1       | .8    | 27.1  |
| 2003./04. | Boston | 4          | 4         | 40.5 | .342 | .294 | .839      | 8.8   | 2.5    | 1.2       | 1.0   | 20.8  |
| 2004./05. | Boston | 7          | 7         | 39.6 | .505 | .259 | .868      | 7.7   | 4.6    | 1.9       | 1.4   | 22.9  |
| 2007./08. | Boston | 26         | 26        | 38.1 | .441 | .361 | .802      | 5.0   | 4.6    | 1.1       | .3    | 19.7  |
| 2008./09. | Boston | 14         | 14        | 39.7 | .430 | .333 | .842      | 5.8   | 3.1    | 1.1       | .4    | 21.0  |
| 2009./10. | Boston | 24         | 24        | 38.8 | .438 | .392 | .824      | 6.0   | 3.4    | 1.0       | .6    | 18.8  |
| 2010./11. | Boston | 9          | 9         | 38.1 | .459 | .447 | .882      | 5.0   | 2.8    | 1.3       | 4     | 20.8  |
| 2011./12. | Boston | 20         | 20        | 38.9 | .386 | .310 | .894      | 6.0   | 3.1    | 1.5       | .9    | 18.9  |
| Ukupno    |        | 130        | 130       | 39.6 | .422 | .344 | .832      | 6.4   | 3.9    | 1.4       | .7    | 21.0  |

## Vanjske poveznice
- Službena stranica
- Profil na NBA.com
- Profil  Arhivirana inačica izvorne stranice od 5. travnja 2013. (Wayback Machine) na Basketball-Reference.com
- Profil na ESPN.com